# Campionati del mondo di corsa su strada 2026
I Campionati del mondo di corsa su strada 2026 (København 26) si svolgeranno a Copenaghen, in Danimarca. Questa è la seconda edizione dei campionati mondiali di corsa su strada, che vanno ad inglobare i campionati mondiali di mezza maratona, con l'aggiunta della gara dei 5 chilometri su strada e del miglio su strada. 
Come nell'edizione di Riga 2023 a prendere il via non saranno solamente gli atleti d'élite, ma chiunque si voglia iscrivere alla competizione.
Inizialmente la seconda edizione era prevista a San Diego nel 2025.

## Percorso
Il percorso della mezza maratona è stato già testato da più di 30000 corridori e passa per le attrazioni più famose della città. La partenza è collocata vicino al Træningsstation Jagtvej e l'arrivo nel parco dell'università.